# タタナ語
タタナ語（タタナご、Tatanaq）は、マレーシアのサバ州で話されている言語である。

## 概要
タタナ語の話者は、全員が母語としていると考えられている。